# زانکت اوربن
زانکت اوربن (به آلمانی: Sankt Urban) یک منطقهٔ مسکونی در اتریش است که در ناحیه فلدکیرشن واقع شده‌است. زانکت اوربن ۱٬۵۲۰ نفر جمعیت دارد.